# Украдені покоління

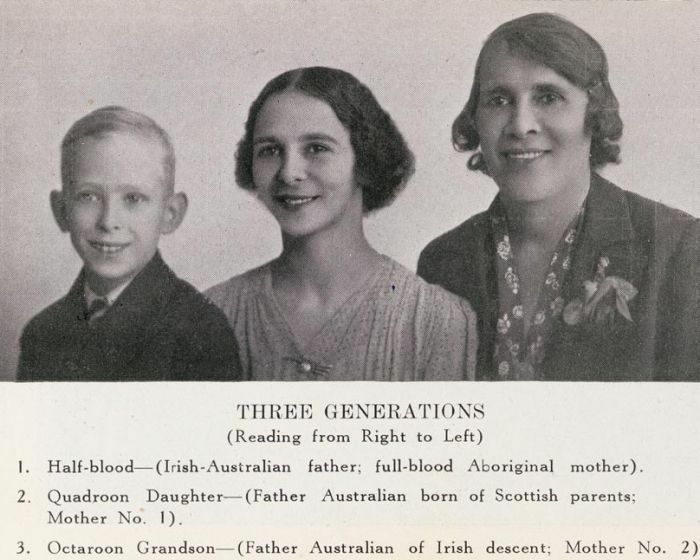
«Очищення крові» аборигенного населення. Приклад змін у зовнішності залежно від відношення аборигенних генів (справа наліво): на половину, на чверть, на одну восьму

Украдені покоління (англ. Stolen Generations) або украдені діти (англ. Stolen Children) — діти аборигенів Австралії та
островів Торресової протоки, яких відібрали в їхніх родин австралійські державні агентства та церковні місії з метою примусової культурної асиміляції.
Вилучення дітей, яких називали «напівкастовими» (англ. half-caste), відбувалися в період з 1905 по 1967 роки, хоча в деяких місцях расово змішаних дітей відбирали також у 1970-ті. Дітей віддавали до виховних закладів або, в деяких випадках, на всиновлення білим сім'ям середнього класу. Деякі батьки віддавали дітей добровільно, сподіваючись, що в далеких школах вони здобудуть кращу освіту.
За офіційними оцінками, у деяких регіонах було насильно вилучено від 10 % до 33 % дітей-аборигенів між 1910 та 1970 роками.
Аналогічний підхід застосовували в Канаді щодо дітей корінних народів (інуїтів, метисів та інших), а також в СРСР щодо народів Північного Сибіру.